# 모르주역
모르주역(Gare de Morges)은 스위스 보주의 모르주 지자체에 있는 기차역이다. 스위스 연방 철도의 표준궤 로잔-제네바선과 1,000mm 미터궤 MBC(Transports de la région Morges-Bière-Cossonay) 노선의 비에르–아플레–모르주선의 동쪽 종점에 있는 중간 정류장이다.

## 운행편
2020년 12월 시간표 변경에 따라 모르주에서 다음 서비스가 정차한다.
- 인터시티 : 제네바 공항과 로르샤흐 사이를 매시간 운행.
- 인터레기오 : 제네바 공항까지 30분 간격으로 운행하고 브리크 또는 루체른까지 1시간 간격으로 운행.
- 레기오익스프레스 : 안마스와 로잔 사이를 30분 간격으로 운행하며, 다른 모든 열차는 로잔에서 생모리스까지 운행한다.
- 레기오: 비에르까지 30분 간격 운행.
- RER 보 S3/S4 : 알라망과 로잔 간 30분 운행 및 팔레지유까지 매시간 운행 ; 평일 러시아워 서비스는 팔레지유에서 로몽까지 계속된다.